# Parinari (distrito)
O Distrito peruano de Parinari é um dos cinco distritos que formam a Província de Loreto, situada no Departamento de Loreto, pertencente a Região Loreto, Peru.

## Transporte
O distrito de Parinari é servido pela seguinte rodovia:
- LO-109, que liga o distrito de Nauta à cidade de Manseriche[1][2][3]